# Mariestad (commune)
La commune de Mariestad est une commune suédoise du comté de Västra Götaland, peuplée d'environ 24 520 habitants (2020). Son chef-lieu se situe à Mariestad.

## Localités principales
- Lugnås
- Lyrestad
- Mariestad
- Sjötorp
- Ullervad